# エキセドル・フォルモ
- マクロスシリーズ > 超時空要塞マクロス > 超時空要塞マクロスの登場人物一覧 > エキセドル・フォルモ
  - マクロス7 > マクロス7の登場人物一覧 > エキセドル・フォルモ
  - マクロスΔ > 劇場版マクロスΔ > エキセドル・フォルモ

エキセドル・フォルモ (Exsedol Folmo, Exedol Folmo) は、1982年から1983年にかけて放映されたテレビアニメ『超時空要塞マクロス』および、それをもとに制作された作品群「マクロスシリーズ」に登場する架空の人物。声の出演は大林隆介（『マクロス7』放映当時は「大林隆之介」名義）。

## 概説

### 登場
作品世界における西暦2009年から2012年を舞台とする『超時空要塞マクロス』の第1話より登場する。地球人の敵となる戦うことしか知らない巨人の異星人勢力「ゼントラーディ軍」において、地球と最初に接触する艦隊を率いるブリタイ・クリダニクを補佐する部下で、記憶力に優れた「記録参謀」という役職にある。ブリタイとともに作戦を立て主人公たちが乗る宇宙戦艦マクロスを窮地に追い込む一方で、地球人がもつ「文化」に関心をもち、のちにマクロスとの停戦交渉を担い、戦後も地球側に貢献する。
テレビ版の設定や物語を再構成した劇場版『超時空要塞マクロス 愛・おぼえていますか』（1984年公開）ではエキセドル4970という名前（製造番号）で、ブリタイ7018の記録参謀を務める。
2037年を舞台とし、OVA『超時空要塞マクロスII -LOVERS AGAIN-』の歴史につながるゲーム『超時空要塞マクロス 永遠のラヴソング』（1992年発売）にもブリタイとともに登場する。この作品では声を田中和実が担当している。
『超時空要塞マクロス』のスタジオぬえと河森正治が原作として戻り、2045年を舞台とするテレビアニメ『マクロス7』（1994 - 1995年放映）にも登場し、物語の舞台となるマクロス7船団の船団長にして超大型可変万能ステルス宇宙攻撃空母バトル7の艦長マクシミリアン・ジーナス（マックス）のもとで参謀を務める。以降のシリーズでも設定や漫画・小説などの作品でしばしば言及され、2068年を舞台とするアニメ映画『劇場版マクロスΔ 絶対LIVE!!!!!!』（2021年公開）では、マックスが艦長を務める星間複合企業体ケイオス所属艦、マクロス・ギガシオンの参謀として登場する。

### 外見
テレビ版『超時空要塞マクロス』と劇場版『超時空要塞マクロス 愛・おぼえていますか』では、キャラクターのなかでもゼントラーディの外見デザインにとりわけ大きな変更が加えられており、テレビ版『マクロス』におけるエキセドルは地球人と同じような体型で褐色の肌に赤い髪という外見である一方、『愛・おぼえていますか』では肌が緑色で、頭部は脳が肥大化し脈打ったような形状となり、身体はすべて黒いマントで覆われ、両腕も触手状になっている。のちに制作された『超時空要塞マクロス 永遠のラヴソング』や、『マクロス7』におけるエキセドルの外見は、おおむね『愛・おぼえていますか』のデザインを引き継いでおり、これ以降の作品でも細部の違いはあれど同様の特徴で描かれている。
エキセドルの外見をもって『マクロス7』（および、並行制作されたOVA『マクロスプラス』）以降のシリーズ作品が『愛・おぼえていますか』の内容を作品世界における「史実」と確定させているわけではなく、『愛・おぼえていますか』は作品世界内で公開された映画と設定されており、作品世界における年表内の出来事はテレビ版『マクロス』の内容に沿ったものになっている。ただしテレビ版も同様に「史実」ではなく、シリーズ制作の中心的存在である河森によって、「マクロスシリーズ」の作品はいずれも作品世界内においてその世界の史実をもとに制作された再現ドラマ、再現ドキュメンタリーであるという解釈が示されている。

## 設定・経歴

### 『超時空要塞マクロス』時代

#### 『超時空要塞マクロス』
ゼントラーディ軍のゼム一級記録参謀。第67グリマル級分岐艦隊司令ブリタイ・クリダニクを補佐し、助言や作戦立案を行なう。戦闘種族であるゼントラーディ人のなかにおいて、戦闘能力は低い代わりに知能や記憶力は高く、さまざまな知識を持つ。ブリタイに比べて背が低く、痩せて骨張った顔つきが特徴。
身体をマイクローン（地球人サイズ）化してマクロスに潜入したスパイからの情報で地球人のもつ「文化」に対して強い興味を持ち、第一次星間大戦の末期、ブリタイが停戦の決断をした際にはみずからマイクローン化してマクロスへと停戦交渉に赴く。交渉の席では停戦のきっかけとなった歌手のリン・ミンメイを呼び出してもらうために彼女の持ち歌である「私の彼はパイロット」を振り付けもつけながら外れた音程で歌う。最終的にはブリタイとともに、自分たちの艦隊もろとも地球を滅ぼそうとする基幹艦隊総司令ボドルザーに反逆し、統合軍側に基幹艦隊の情報と効果的な戦術案を提供する。
戦後もマイクローンのまま新統合政府に残り、大戦により人材不足がちな新統合政府の貴重な人材として復興に貢献する。また、エキセドルを中心として、古代の星間文明種族プロトカルチャーおよびゼントラーディと地球の歴史的な関連を調べるプロジェクトチームが発足し、2年間にわたる調査と研究の結果、ゼントラーディ人がプロトカルチャーによって造られた戦闘用生物兵器であり、地球人もその遺伝子工学の影響下にあるらしいという結論を得ることになる。

#### 『超時空要塞マクロス 愛・おぼえていますか』
劇場版『超時空要塞マクロス 愛・おぼえていますか』では、ゼントラーディ軍第425基幹艦隊に所属するブリタイ7018アドクラス艦隊の記録参謀。
マクロスとの戦闘で捕獲したマイクローンサイズの物体から、同艦がゼントラーディと敵対する女性の巨人種族メルトランディのものではないことをブリタイに報告する。侵入部隊から同艦内で男と女が共存していることを確認し、マイクローンに手を出した者は滅びるという古い戦闘マニュアルの存在を語る。基幹艦隊総司令ゴル・ボドルザーの命令により地球人を捕獲して尋問した際、男と女が戦わずに協力することや「抱く」「キス」といった行為に驚愕する。
捕虜のひとり、リン・ミンメイの歌を対メルトランディ戦に利用するため、基幹艦隊はマクロスと和平を結ぶことになり、ミンメイと接触していたブリタイが、未知の概念であった「冗談」を口にするのを聞いて「デ・カルチャー」とつぶやく。決戦時、ボドルザーが保有していたメモリープレートのメロディと地球のプロトカルチャー遺跡で発見された歌詞によって完成した歌「愛・おぼえていますか」がもたらした聴き覚えのある感覚について、自分たちの遺伝子提供者の文化が呼び覚まされていると解析し、マクロスもろとも敵軍を撃滅しようとするボドルザーからプロトカルチャーの文化を守るため、ブリタイとともにマクロスの援護につく。

#### 『超時空要塞マクロス THE FIRST』
美樹本晴彦による漫画版『超時空要塞マクロス THE FIRST』では基本的な外見は劇場版に近く、右目の上にレンズ状の物体が埋め込まれ、頭部から触手を伸ばすというデザインになっている。

### 『マクロス7』時代
『マクロス7』では「マイクローン化すると脳の記憶容量が落ちる」と考えたため元の大きさに戻り、参謀・オブザーバーとして2038年に出航したマクロス7船団に乗り込む。出航以来、船団旗艦マクロス7の戦闘区画となる超大型可変万能ステルス宇宙攻撃空母「バトル7」から一歩も外に出ず、艦長席の左手（向かって右）にある穴から顔だけを出し、かつて天才パイロットとして活躍したマクシミリアン・ジーナス（マックス）艦長を補佐する。
2045年のバロータ戦役においては、蓄積された膨大な知識からいち早く敵の正体に感づくが、敵機体が地球人タイプであることから思いなおす。戦闘においては、マックスが自身で作戦立案をも行うため、積極的に作戦立案に関与することは少なく、幾度となく諦念を表現する場面もある。のちに敵の正体がゼントラーディ人にとって恐怖の存在であるプロトデビルンだと確信し、一時はブリッジに顔を出すこともままならないほどの怯えの色を見せる。未開拓惑星ラクスでプロトカルチャーの遺跡が発見された際には、みずから調査に赴き資料を回収し、研究実験艦アインシュタインで分析に当たり、プロトデビルンに関する情報を解読する。
テレビ未放映エピソード「最強女の艦隊」では、遭遇したゼントラーディ残存艦隊（クロレ艦隊）に対し妻のミリア・ファリーナ・ジーナス市長とともに和平交渉に赴いたマックスの代理を務め、地球統合軍本部高官による殲滅命令に従うふりをして主砲マクロス・キャノンを見当違いの方向に発射する指示を出し、戦闘を回避するという機転を見せる。
CDドラマ『マクロス7 ドッキングフェスティバル 歌は銀河を救う』ではのど自慢大会に出場し「私の彼はパイロット」を披露するが、音程を外しながらも節をつけていた『超時空要塞マクロス』とは異なり、節をつけずに歌詞を読み上げ、語尾にエキセドルの口癖である「ですな」「ですかな」をつけるというものになっている。

### 『マクロスF』時代
2059年の世界を描いた『マクロスF』では劇中でエキセドルの存在に触れられることはないが、同作品の舞台であるマクロス・フロンティア船団におけるゼントラーディの巨人とマイクローンが共存するショッピングモールが「フォルモ (Formo) 」と名づけられており、エキセドルにちなんだ命名であるとされる。
テレビ版『マクロスF』の第12話・第13話に登場する、惑星ガリア4駐留ゼントラーディ部隊副長のデザインは、『愛・おぼえていますか』のエキセドルをモデルとしている。
漫画版や小説版では、引き続きマクロス7船団で参謀職に就いており、その知識量から他の移民船団に頼られる描写がある。
小太刀右京による『劇場版 マクロスF』のノベライズ作品『劇場版マクロスF（下） サヨナラノツバサ』においては、決戦に駆けつけるS.M.S・新統合軍連合艦隊にバトル7も参加しており、ミリアとともにパイロットとして出撃するマックスに艦長代理を任される。

### 『マクロスΔ』時代
テレビアニメ『マクロスΔ』の「改・構成」版である『劇場版マクロスΔ 激情のワルキューレ』の続編で、2068年を舞台とする『劇場版マクロスΔ 絶対LIVE!!!!!!』においては、軍を退役したマックスとともに星間複合企業体「ケイオス」のスカウトを受け、マックスが艦長を務めるケイオス・リスタニア支部所属の艦「マクロス・ギガシオン」の参謀として登場する。
ケイオスに指示を与える存在「レディM」の排除をもくろむ組織「ヘイムダル」が惑星ウィンダミアに奇襲をかけた際、同型の別個体がレディMとの通信係を務めていることから脳に直接指令を受け、ギガシオンを急行させて同惑星に滞在していた戦術音楽ユニットのワルキューレと護衛のΔ小隊を救出する。レディMの正体についてはわからないとしつつも、銀河系の人類種が滅亡したプロトカルチャーの二の舞となるのを避けるため文明の成熟を見守っていると推測する。Δ小隊の隊長であるアラド・メルダースの提案をもとにヘイムダル支配下のウィンダミア宙域に到達するための作戦を立案し、決戦の最終局面においては、ブリッジで指揮を執るアラドに艦長の任を譲りパイロットとして出撃しようとするマックスを呼び捨てにし、その決断を「今までで最も優れた判断」と称して送り出す。

## イベントへの登場
2009年10月17日に開催された「マクロス クロスオーバーライブ A.D.2009×45×59」では、冒頭でエキセドルが注意事項を伝えたのち、会場に「デカルチャー」コールを促す映像が流された。

## 制作・備考
『超時空要塞マクロス』の企画書で使用された設定画では、頭髪がないデザインであった。
エキセドルを演じる大林は、もともとカムジン・クラヴシェラを演じる予定であったが、オーディションで声がひっくり返ったためにエキセドル役に決まったと述べている。エキセドルの声は収録日の朝から出そうとしてもなかなか出ないが、スタジオに入ってエキセドルの顔を見ると出るようになるという。
『マクロス7』でエキセドルを登場させたことについて河森は、記録参謀であるため「世界観を全部語れる役目」を任せられるという理由であったといい、巨人サイズのままであるのは「画面的なこと」と語っている。
『劇場版マクロスΔ 絶対LIVE!!!!!!』におけるキャラクターデザイン設定画は、マックスやマクロス・ギガシオンのオペレーターと同じく丸藤広貴が担当している。

## 『ロボテック』版
日本国外で放送された翻案作品『ロボテック：マクロス・サーガ』（Robotech: The Macross Saga）では、綴りは “Exedore” 。声の出演はテッド・レイマン（Ted Layman）。